# Michael Briers
Michael Briers – australijski judoka.
Brązowy medalista mistrzostw Oceanii w 1979. Mistrz Australii w 1984 roku.